# Mauri Roos
Mauri Roos (* 1955) ist ein ehemaliger finnischer Radrennfahrer. 

## Sportliche Laufbahn
1974 wurde Roos Juniorenmeister im Straßenrennen und im Einzelzeitfahren.
Er siegte in den Eintagesrennen Kälviän Kortteliajo 1976, Hyrylän ajot 1977 und Hämeen Pyörärinki 1980. 1976 und 1977 startete er mit der finnischen Nationalmannschaft bei mehreren Etappenrennen in Europa.
Die Internationale Friedensfahrt bestritt er 1977 und schied aus. 1977 startete er bei den UCI-Straßen-Weltmeisterschaften. Er wurde mit seinem Vierer 12. im Mannschaftszeitfahren.